# Османов, Юрий Бекирович
Ю́рий Беки́рович Осма́нов (крымскотат. Yuriy Bekir oğlu Osmanov, Юрий Бекир огълу Османов; 1 апреля 1941, Биюк-Каралез, Куйбышевский район, Крымская АССР, РСФСР, СССР — 7 ноября 1993, Симферополь, Республика Крым, Украина) — советский диссидент и правозащитник, один из лидеров крымскотатарского национального движения, в конце 1980-х — начале 1990-х годов — один из создателей и лидер Национального движения крымских татар (НДКТ), ставившего своей целью возвращение крымских татар на историческую родину — в Крым.
Жестоко избит по заказу политических противников в ночь 6 ноября 1993 года в Симферополе. На следующий день скончался от полученных травм в больнице. Похоронен на крымскотатарском секторе кладбища «Абдал».

## Биография

### Отец
Родился в семье агронома Бекира Османовича Османова. Мать — Мария Владимировна Гущинская, по национальности белоруска. В начале Великой Отечественной войны мать с двумя детьми уехала в эвакуацию в Агдам (Азербайджанская ССР). Отец, освобождённый от военной службы в связи с пороком сердца, остался в Крыму и с приходом немецких войск ушёл в партизаны, был разведчиком Севастопольского, Акмечетского отрядов и Центрального штаба партизанского движения Крыма. В 1942 году стал членом партии. После тяжёлого ранения был вывезен с оккупированной территории. После войны в некоторых книгах, посвящённых партизанскому движению Крыма, искажались факты — умалчивалось, например, что среди местных партизан были и крымские татары. Например, в первоначальной версии книги И. Вергасова «В горах Таврии» Бекир Османов был изображён как немецкий шпион, который якобы был расстрелян. Для внесения исправлений потребовалось обсуждение на уровне ЦК КПСС.
В 1944 году семья Османовых вместе со всем крымскотатарским народом была депортирована в Среднюю Азию, попав на спецпоселение в Фергану (Узбекская ССР).
Отец Юрия, Бекир Османов, в 1950-е годы стал одним из инициаторов и активных участников крымскотатарского национального движения. В декабре 1966 года был исключён из партии «за активную подстрекательскую деятельность среди татар, клевету и фальсификацию фактов».

### Участие в крымскотатарском национальном движении. Репрессии
В 1958 году Юрий окончил школу с золотой медалью и поехал поступать в МГУ, куда его не приняли из-за национальности. При содействии национального героя крымскотатарского народа лётчика Амет-Хана Султана ему удалось поступить в Московское высшее техническое училище имени Н. Э. Баумана, которое он окончил в 1965 году по специальности «инженер-механик». Работал в Объединённом институте ядерных исследований в Дубне и Институте физики высоких энергий (Серпухов).
Ещё в институте Юрий Османов стал активным участником крымскотатарского движения, начал изучать наследие крымскотатарского просветителя Исмаила Гаспринского, посвятив этому всю свою жизнь. Студентом он начал писать стихи, позднее также занимался литературными переводами стихов крымскотатарских поэтов, публиковался в «самиздате».
В 1968 году за участие в национальном движении крымских татар Юрий Османов был арестован и приговорён Верховным судом УзССР к двум с половиной годам лишения свободы с содержанием в колонии усиленного режима. Наказание отбывал на золотодобывающих приисках в Кызылкумах.
В 1970—1972 годах он работает инженером-конструктором стекольного завода (Сумгаит, Азербайджанская ССР), завода азотных удобрений ФЗАУ (г. Фергана). В 1973—1990 гг — главный специалист, начальник отдела института Ферганагипроводхоз.
Однако главным смыслом его жизни было участие в национальном движении крымских татар. В 1973—1974 гг. вместе с отцом Юрий организовал и провёл самоперепись крымскотатарского народа, на основании которой сделал собственное заключение об общей численности крымских татар, выселенных из Крыма, — 423100 человек, что более чем вдвое превышает официальные данные. Составил семь актов в отношении ущерба, нанесённого крымским татарам депортацией, составил иск крымскотатарского народа к Советскому Союзу, который направил в ООН и высшие органы власти СССР.
В 1982 году вновь был арестован по обвинению в составлении и распространении документов, «порочащих советский строй». Был приговорён к трём годам лишения свободы, наказание отбывал в Якутии. По окончании срока был помещён на принудительное лечение в специальную психиатрическую больницу в Благовещенске, где провёл два года.

### Перестройка
В сентябре 1987 года на волне горбачёвской «перестройки» Юрий Османов получил освобождение и снова активно включился в национальное движение.
Крымскотатарское национальное движение, выражавшее стремление всего крымскотатарского народа добиться полной моральной и юридической реабилитации и возвращения из мест ссылки на свою историческую родину — в Крым, уже в тот период не было единым. Движение представляли различные «инициативные группы», активисты которых создали весной 1987 года так называемую Центральную инициативную группу (ЦИГ), главную роль в создании которой сыграл Мустафа Джемилев. Летом ЦИГ провела в Москве серию митингов и встреч с представителями зарождавшегося оппозиционного движения и должностными лицами ЦК КПСС. Эта группа (пользовавшаяся влиянием среди крымских татар Ташкента, Ташкентской области и ряда районов Краснодарского края) позднее стала ядром Организации крымскотатарского национального движения (ОКНД), оформившейся в 1989 году как политическая партия. Часть групп — например, так называемая Ферганская долинная группа Юрия Османова (пользовавшаяся влиянием среди крымских татар Ферганской долины Узбекистана и Ленинабадской области Таджикской ССР) — не вошла в ЦИГ, став основой формирования Национального движения крымских татар (НДКТ). Кроме того, существовала группа вполне успешных партийных, советских и хозяйственных работников и научной, медицинской, культурной интеллигенции из числа крымских татар, без чётко выраженного лидерства, но с хорошо известными в народе именами, таких как посол в одной из североафриканских стран, а ранее министр строительства Узбекистана Сервер Омеров, ранее продвигавший проект Мубарекской зоны, руководитель крупного строительного подразделения Узбекистана Лентун Безазиев, директор Государственного архива Латвийской ССР Рефат Чубаров, освобождённый секретарь парткома Ташкентского политехнического института Февзи Якубов и пр.
В июле 1987 года решением Политбюро ЦК КПСС была создана государственная комиссия под руководством председателя Президиума ВС СССР А. А. Громыко для рассмотрения крымскотатарского вопроса. 9 июня 1988 года от имени комиссии было опубликовано Сообщение ТАСС, в котором обосновывалась невозможность и нецелесообразность возвращения татар в Крым, что вызвало новую волну массовых протестов крымских татар.
Ситуация в Средней Азии, между тем, стремительно накалялась, и проблему ранее депортированных этнических групп, расселённых здесь, требовалось решать немедленно. Сигналом послужили события в Фергане. 7 июня 1989 года в Ферганской долине Узбекистана произошли погромы домов турок-месхетинцев (ещё одного депортированного народа, сконцентрированного в своей массе также в Узбекистане). Тысячи семей турок-месхетинцев, а также сотни семей крымских татар в одночасье превратились в беженцев. Вспышка этнического конфликта продемонстрировала, что никакой интеграции переселенцев в местный социум не произошло и следует ожидать новых массовых беспорядков на этой почве. Движение за возвращение среди депортированных, в том числе и крымских татар, приобрело массовый характер.
Юрий Османов во время ферганских погромов находился в гуще событий, при его активном участии и инициативе был предотвращён готовившийся погром крымских татар.
В результате акций, организованных национальными организациями крымских татар, а также благодаря кампаниям в их поддержку в СССР и за рубежом, советские власти были поставлены перед необходимостью решения проблемы крымских татар. 14 ноября ВС СССР принял Декларацию «О признании незаконными и преступными репрессивных актов против народов, подвергшихся насильственному переселению и обеспечении их прав». В основу её лёг проект «Декларации о преступности и противоправности государственных актов против народов, оказавшихся жертвами депортации», над которым Юрий Османов работал в комиссии по проблемам крымскотатарского народа Совета Национальностей Верховного Совета СССР (председатель Г. И. Янаев).
Спустя две недели, 28 ноября 1989 года, ВС СССР своим Постановлением № 845-1 одобрил «Выводы и предложения комиссии по проблемам крымскотатарского народа», в которых, в частности, предлагалось считать законным правом крымскотатарского народа возвращение в Крым и последовательно решать эту задачу путём организованного, группового и индивидуального возвращения, восстановить Крымскую АССР в составе Украинской ССР. Восстановление прав крымскотатарского народа не может быть осуществлено без восстановления автономии Крыма путём образования Крымской АССР в составе Украинской ССР. Это соответствовало бы интересам как крымских татар, так и представителей других
национальностей, проживающих ныне в Крыму и т. д. Проект этого нормативно-правового акта восстановления равноправия крымскотатарского народа также был разработан при активнейшем участии Юрия Османова.
Во исполнение решений Верховного Совета СССР в январе 1990 года была создана государственная комиссия по проблеме крымских татар (председатель В. Х. Догужиев), куда вошли представители союзных министерств и ведомств, украинского правительства, Крымоблисполкома и пять человек от крымских татар. Комиссией была разработана комплексная программа и первоочередные меры по их организованному возвращению в Крым. Программа предусматривала организованное переселение крымских татар на полуостров в течение 1990—2000 годов (в основном оно должно было осуществиться в 1991—1996 годах). Финансирование программы предполагало выделение целевых средств из фондов Узбекской, Таджикской ССР, РСФСР и Украинской ССР. Предполагалось также обеспечить развитие духовной культуры, возрождение языка, наладить подготовку специалистов и пр.
11 июля 1990 года Совет министров СССР принял Постановление № 666 «О первоочередных мерах по решению вопросов, связанных с возвращением крымских татар в Крымскую область».
В 1990 году Юрий Османов выступил на IV съезде народных депутатов СССР.

### НДКТ и ОКНД
Между более консервативным Национальным движением крымских татар и ОКНД существовали серьёзные, принципиальные разногласия. НДКТ делало ставку на восстановление национальной государственности, Крымской АССР по ленинскому декрету 1921 года и рассчитывало на содействие партийного и государственного руководства СССР, тогда как ОКНД решительно выступала против советской системы и рассчитывала на создание национальной государственности. Эти разногласия привели сначала к расколу национального движения, а затем, после 1991 года, к фактическому устранению НДКТ с политической арены.
Два лидера имели совершенно разное представление о целях и методах национальной борьбы. ОКНД сразу взяла на вооружение идеологию национализма и приступила к радикальным действиям — подготовке самозахватов земли в Крыму, противостоянию органам власти и правопорядка и т. д. В 1991 году ОКНД при поддержке местных властей провела национальный съезд (курултай) крымских татар, решения которого вызвали обострение межнациональной напряжённости в Крыму: курултай объявил конечной целью создание в Крыму национального государства крымских татар, заявил, что все недра и воды являются достоянием только крымскотатарского народа, и фактически рассматривал всех других жителей Крыма как незаконных пришельцев и граждан второго сорта. Курултай создал специальный орган руководства движением — меджлис крымскотатарского народа, который стал действовать как теневое националистическое правительство Крыма. НДКТ, напротив, пыталось найти возможность того, чтобы возвращение крымских татар на свою историческую родину не обернулось новой трагедией для народа, не спровоцировало кровавый конфликт. Юрий Османов обвинял радикально настроенных оппонентов в стремлении к сиюминутному политическому успеху, в результате которого крымские татары могут стать незваными гостями на своей собственной земле. Он был убеждён, что его противниками из ОКНД движет в большей степени стремление к власти и выгоде, чем забота о будущем своего народа.
Существовало ещё одно обстоятельство, вносившее особую напряжённость в отношения между двумя лидерами и их организациями: Османов считал Джемилева агентом КГБ, внедрённым в движение с целью его раскола и уничтожения, а потому при любой возможности старался разоблачить «провокатора». Сторонники меджлиса, не оставаясь в долгу, распространяли слухи о психическом нездоровье Османова. Тем временем Джемилев, как лидер радикального крыла движения, получил поддержку не только значительной части крымских татар, но и на Западе — в особенности в Турции, где его принимали как национального героя. В честь Джемилева назывались площади и улицы турецких городов, и долгое время для всего мира он был единоличным символом крымскотатарского движения.
В октябре 1990 года Юрий Османов был назначен исполняющим обязанности председателя комитета по делам депортированных народов Крымского облисполкома (прообраз нынешнего Рескомнаца), фактически сформировал его с нуля и развернул активную деятельность, рассчитывая на скорейшее практическое осуществление решений высшего руководства СССР. Политическая карьера Юрия Османова в Крыму, однако, складывалась не особенно удачно — он не сошёлся во взглядах на переселение и обустройство приехавших крымских татар с крымским руководством. В марте 1991 года он был выведен из состава Комитета по делам депортированных народов за противодействие нецелевому использованию крымскими властями финансовых средств, выделенных из бюджета СССР на возвращение крымских татар из мест депортации в Крым — Юрий Османов отказался завизировать республиканский план строительства на 1991 год, который противоречил решениям союзного руководства: 50 млн рублей из средств, выделенных на программу переселения, были использованы на социальные нужды всего Крыма. Вслед за Османовым Комитет покинули его сторонники. Так было фактически сорвано организованное переселение крымских татар, началось стихийное возвращение, самовольный захват земельных участков, конфликты крымских татар и властей.

### Последние годы жизни
Покинув административный пост, Юрий Османов всецело отдался публицистике и работе в НДКТ. С большим упорством, унаследованным от отца, он пробивал стену изоляции, созданную противниками вокруг его организации и взглядов.
В сентябре 1991 года Юрий Османов и Мустафа Джемилев как представители крымскотатарского народа были включены в состав одной из рабочих групп Комиссии по разработке Конституции Крымской АССР (II раздел «Права, свободы и обязанности человека и гражданина»)
Осенью 1991 года Юрий Османов основал газету — информационный вестник Национального движения крымских татар «Арекет», редактором которого был до последних дней своей жизни.
В 1992 году перевёз в Крым семью — жену и дочь.
В феврале 1993 года в газете «Крымские известия» Юрий Османов опубликовал статью «Три вопроса, которые помогут избежать „чёрного передела“», где предсказал возникновение острой проблемы с обеспечением возвращающихся крымских татар землёй и предлагал пути предотвращения осложнения социальных и межнациональных отношений в Крыму.
В марте 1993 года Юрий Османов был принят по конкурсу на должность декана факультета востоковедения созданного незадолго до этого Международного Таврического эколого-политологического университета.
Осенью 1993 года в ситуации вокруг НДКТ наметился некоторый сдвиг — группа членов НДКТ во главе с Османовым выехала в Турцию, где прошли их встречи с представителями местной многочисленной и экономически сильной крымскотатарской диаспоры. По словам родных, Османов вернулся из поездки счастливым и окрылённым тем, что ему удалось найти среди диаспоры многих единомышленников.

В Турции, однако, Османов узнал об интервью, которые незадолго до этого Мустафа Джемилев дал двум турецким газетам «Хюрриет» и «Сабах». Оказалось, что в то время, пока Османов и его организация в Крыму работали над тем, чтобы исключить какие бы то ни было конфликты на этнической почве, лидер меджлиса заявлял СМИ о «неизбежности вооружённых столкновений в Крыму между крымскими татарами и русским населением», говорил о готовности крымских татар взяться за оружие и фактически призывал турецкие власти к вмешательству. Османов отправился в редакции газет, разместивших интервью с Джемилевым, и заявил свой протест против подобных публикаций. Более того — он обратился к президенту Турецкой Республики Сулейману Демирелю:
…Меджлис был призван накалять нетатарское население в Крыму истерическими, открыто провокационными и абсолютно бесполезными «физическими» акциями и скандалами. Все эти акции — это авантюры, которые разыгрывались… исключительно для собственных интересов империи или планов великонациональных и политических интриг… Меджлис — это торговля и обустройство коммерческих делишек на драматическом положении народа.
На ноябрь того же года были запланированы новые поездки и встречи Османова в Турции и в Крыму, однако им уже не суждено было состояться.

### Гибель
Вечером 6 ноября 1993 года Юрий Османов по пути с работы подвергся жестокому избиению и на следующий день скончался от полученных травм. Следствие заявило, что он стал жертвой хулиганского нападения, однако же, на самом деле, речь идёт о политическом убийстве, организованном его политическими противниками. Гибель яркого лидера, способного развивать политическую теорию и превращать её в практические дела, привела к фактическому закату НДКТ и усилению позиций Меджлиса.

## Публикации
- Ю. Османов. «Крым — родина моя!»
- Ю. Османов. «Белая книга национального движения крымских татар» Архивная копия от 19 июля 2018 на Wayback Machine